# Consejería de Educación de la Generalidad de Cataluña
La consejería de Educación (oficialmente, en catalán: conselleria d'Educació) es una de las consejerías del Gobierno de Cataluña 2021-2025. Esta consejería fue creada en 1977 y el actual consejera de Educación es Esther Niubó.

## Competencias
El DECRETO 21/2021, de 25 de mayo, de creación, denominación y determinación del ámbito de competencia de los departamentos de la Administración de la Generalidad de Cataluña, establece las competencias de las distintas consejerías de la Generalidad de Cataluña.
Las competencias de esta Consejería son la regulación de la política educativa en el ámbito de la enseñanza no universitaria. Dentro de sus competencias esta la actuación en materia de ordenación curricular e innovación del sistema educativo y la evaluación del rendimiento escolar y establecimiento de medidas correctoras. También se encarga de la dirección y evaluación de los centros públicos del sistema educativo de Cataluña y de la supervisión y relación con los centros privados concertados del sistema educativo de Cataluña. Tiene la tarea de planificar la oferta educativa de puestos escolares. Además, se encarga de la dirección del profesorado y personal al servicio de los centros públicos y de la formación y cualificación profesionales.

## Consejeros
| Titular                        | Titular      | Partido | Partido       | Periodo                                 | Periodo                                 | Generalitat          | Generalitat                | Generalitat |
| Titular                        | Titular      | Partido | Partido       | Inicio                                  | Fin                                     | Gobierno             | Presidente                 | Presidente  |
| ------------------------------ | ------------ | ------- | ------------- | --------------------------------------- | --------------------------------------- | -------------------- | -------------------------- | ----------- |
| Joan Guitart i Agell           |              | CDC     |               | 17 de octubre de 1977                   | 4 de julio de 1988                      | Pujol I              | Jordi Pujol                |             |
| Joan Guitart i Agell           | Pujol II     | CDC     |               | 17 de octubre de 1977                   | 4 de julio de 1988                      |                      | Jordi Pujol                |             |
| Josep Laporte                  |              | CDC     |               | 4 de julio de 1988                      | 22 de diciembre de 1992                 | Pujol III            | Jordi Pujol                |             |
| Josep Laporte                  | Pujol IV     | CDC     |               | 4 de julio de 1988                      | 22 de diciembre de 1992                 |                      | Jordi Pujol                |             |
| Joan Maria Pujals i Vallvé     |              | CDC     |               | 22 de diciembre de 1992                 | 7 de junio de 1996                      |                      | Jordi Pujol                |             |
| Joan Maria Pujals i Vallvé     | Pujol V      | CDC     |               | 22 de diciembre de 1992                 | 7 de junio de 1996                      |                      | Jordi Pujol                |             |
| Xavier Hernàndez Moreno        |              | CDC     |               | 7 de junio de 1996                      | 29 de noviembre de 1999                 |                      | Jordi Pujol                |             |
| Carme Laura Gil i Miró         |              | CDC     |               | 29 de noviembre de 1999                 | 20 de diciembre de 2003                 | Pujol VI             | Jordi Pujol                |             |
| Juan Manuel del Pozo Álvarez   |              | PSC     |               | 20 de diciembre de 2003                 | 28 de noviembre de 2006                 | Maragall             | Pasqual Maragall i Mira    |             |
| Ernest Maragall i Mira         |              | PSC     |               | 28 de noviembre de 2006                 | 29 de diciembre de 2010                 | Montilla             | José Montilla              |             |
| Irene Rigau i Oliver           |              | CDC     |               | 29 de diciembre de 2010                 | 14 de enero de 2016                     | Mas I                | Artur Mas i Gavarró        |             |
| Irene Rigau i Oliver           | Mas II       | CDC     |               | 29 de diciembre de 2010                 | 14 de enero de 2016                     |                      | Artur Mas i Gavarró        |             |
| Meritxell Ruiz                 |              | CDC     |               | 14 de enero de 2016                     | 14 de julio de 2017                     | Puigdemont           | Carles Puigdemont          |             |
| Clara Ponsatí                  |              | JxSí    |               | 14 de julio de 2017                     | 27 de octubre de 2017                   | Puigdemont           | Carles Puigdemont          |             |
| Íñigo Méndez de Vigo y Montojo |              | PP      |               | Aplicación del artículo 155 en Cataluña | Aplicación del artículo 155 en Cataluña | Rajoy II             | Soraya Sáenz de Santamaría |             |
| Josep Bargalló i Valls         |              | ERC     |               | 2 de junio de 2018                      | 26 de mayo de 2021                      | Torra                | Joaquim Torra i Pla        |             |
| Josep Bargalló i Valls         | Aragonès (e) | ERC     | Pere Aragonès | 2 de junio de 2018                      | 26 de mayo de 2021                      |                      |                            |             |
| Josep González                 |              | ERC     | Pere Aragonès |                                         | 26 de mayo de 2021                      | 12 de junio de 2023  | Aragonès                   |             |
| Anna Simó                      |              | ERC     | Pere Aragonès |                                         | 12 de junio de 2023                     | 12 de agosto de 2024 | Aragonès                   |             |
| Esther Niubó                   |              | PSC     |               | 12 de agosto de 2024                    | En el cargo                             | Illa                 | Salvador Illa              |             |